# Lie to Me
A Lie to Me (magyarul: Hazudj nekem) Mikolas Josef cseh énekes dala, amellyel Csehországot képviselte a 2018-as Eurovíziós Dalfesztiválon, Lisszabonban.

## Eurovíziós Dalfesztivál
A dal a 2018 januárjában megrendezett online cseh nemzeti döntőben, az ESCZ 2018-ban nyerte el az indulás jogát, ahol a zsűri és a nézői szavazatok együttese alakította ki a végeredményt.
A dalt az Eurovíziós Dalfesztiválon először a május 8-i első elődöntőben adta elő, fellépési sorrendben hatodikként a Belgiumot képviselő Sennek A Matter of Time című dala után és a Litvániát képviselő Ieva Zasimauskaitė When We’re Old című dala előtt. Az elődöntőből a harmadik helyen jutott tovább a május 12-i döntőbe, ahol fellépési sorrendben tizennegyedikként lépett fel a Franciaországot képviselő Madame Monsieur Mercy című dala után és a Dániát képviselő Rasmussen Higher Ground című dala előtt. A pontozás során a zsűri szavazáson összesítésben a tizenötödik helyen végzett 66 ponttal, míg a nézői szavazáson a negyedik helyen végzett 215 ponttal, így összesítésben 281 ponttal a verseny hatodik helyezettje lett.
A következő cseh induló a Lake Malawi együttes Friend of a Friend című dala volt a 2019-es Eurovíziós Dalfesztiválon.

## Külső hivatkozások
- Dalszöveg
- A dal videóklipje. YouTube-videó, Eurovision Song Contest, 2018. március 13.
- A dal előadása a dalfesztivál első elődöntőjében. YouTube-videó, Eurovision Song Contest, 2018. május 8.
- A dal előadása a dalfesztivál döntőjében. YouTube-videó, Eurovision Song Contest, 2018. május 12.